# Goran Galešić
Goran Galešić (ur. 11 marca 1989 w Banja Luce) – bośniacki piłkarz występujący na pozycji pomocnika w ND Gorica.
Od 2007 roku gra w słoweńskim klubie ND Gorica. W lipcu 2010 roku, po wypełnieniu kontraktu, miał przejść za darmo do Partizana Belgrad, ówczesnego mistrza Serbii. Piłkarz nie doszedł jednak do porozumienia z Partizanem i przedłużył kontrakt z Goricą.
Od 2009 roku występuje w bośniackiej młodzieżówce.